# Bulbamphiascus scilloniensis
Bulbamphiascus scilloniensis is een eenoogkreeftjessoort uit de familie van de Miraciidae. De wetenschappelijke naam van de soort is voor het eerst geldig gepubliceerd in 2005 door Gee.